# Schloss Rittershain

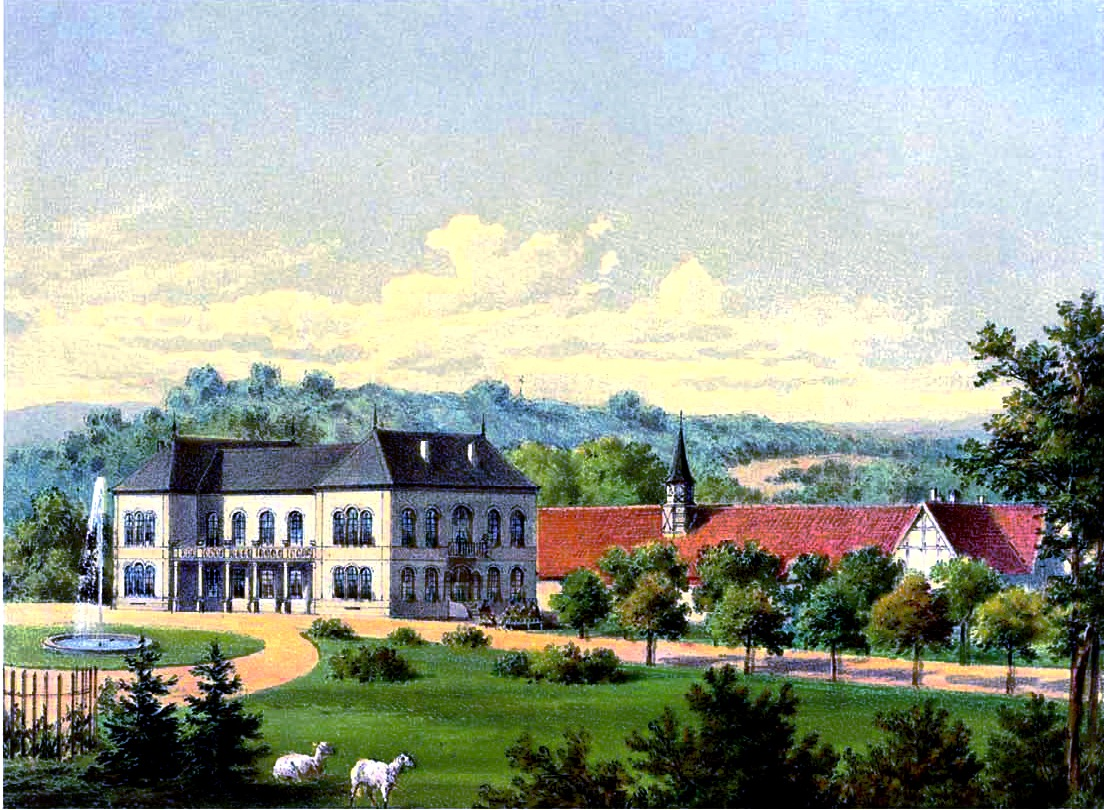
Schloss Rittershain, um 1860 (Sammlung Alexander Duncker)

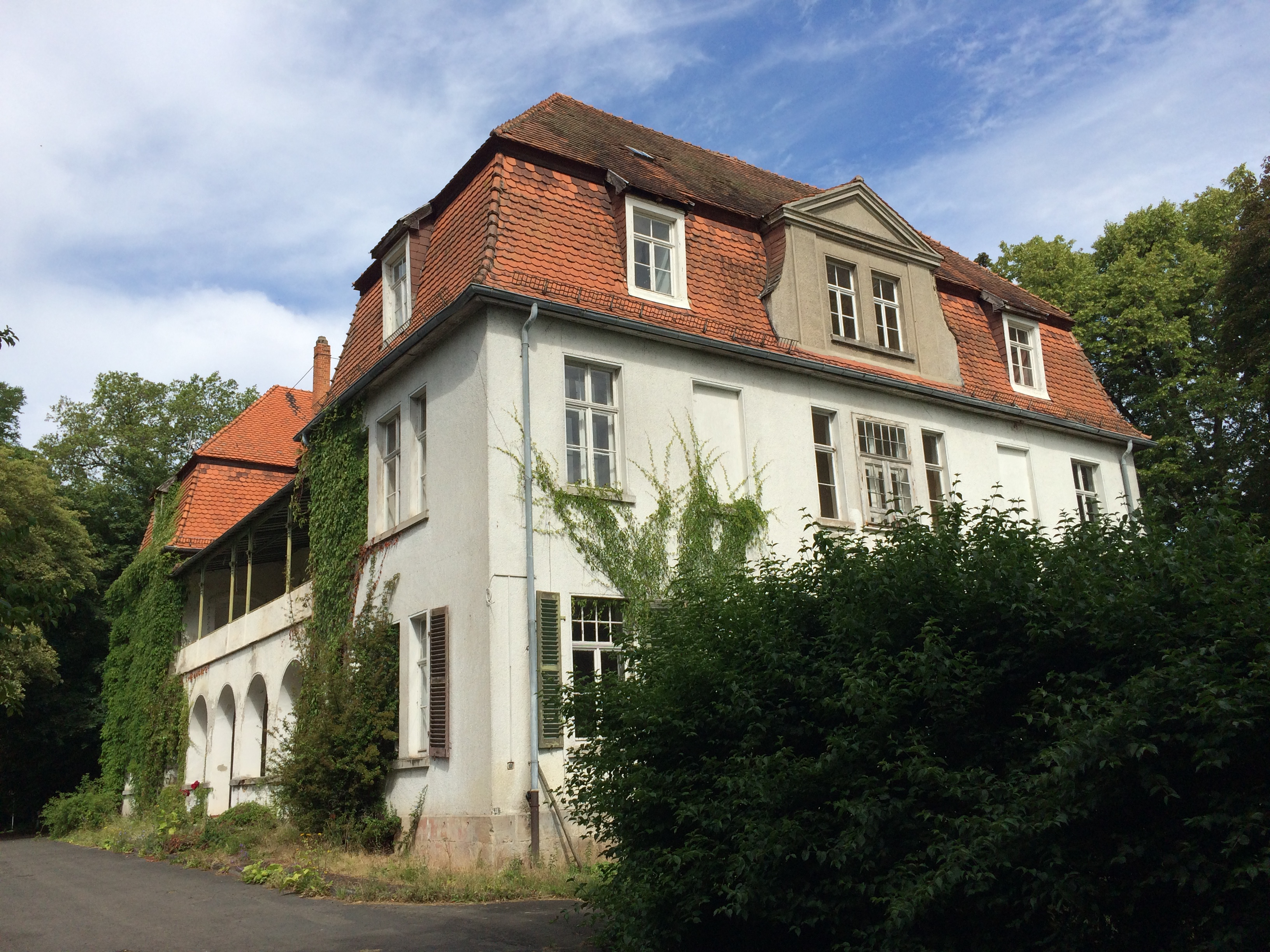
Schloss Rittershain (2015)

Das Schloss Rittershain ist eine Schlossanlage mit Park im Cornberger Ortsteil Rockensüß im hessischen Landkreis Hersfeld-Rotenburg.

## Geschichte
1322 wurde erstmals eine Siedlung nahe dem heutigen Schlossstandort urkundlich erwähnt. Doch schon 1376 war Rittershain wüst, denn die Herren von Rotenburg besaßen als hessisches Lehen „das Geschulze, Gefilde und Acker zu Rittershayn“. Anschließend wurde Rittershain hersfeldisches Lehen der Herren von Eschwege, das an die Herren von Wehren überging und schließlich 1583 an die Herren von Cornberg übertragen wurde.
Auf Gerhard Mercators Karte von 1592 ist ein Gut eingetragen, das die Familie von Biedenfeld bewirtschaftete. 1843 wurde durch Hermann von Biedenfeld ein zu Rockensüß gehöriger neuer Hof erbaut. Anschließend wurde 1854 das heutige Schloss mit Park für die Familie von der Recke errichtet. Es befindet sich heute im Eigentum einer aus dem Ruhrgebiet stammenden Familie.
Im 20. Jahrhundert wurde eine Gaststätte im Schloss Rittershain unterhalten. Der Kunstweg Kunst zurück zur Natur des österreichischen Künstlers Motron A. Havelka führt am Schloss Rittershain vorbei.